# آزار جنسی معترضان خیزش ۱۴۰۱ ایران

آزار جنسی معترضان خیزش ۱۴۰۱ ایران به مجموعه تهدیدها، آزارها، خشونت‌ها یا تجاوزهای جنسی‌ای که بر ضد معترضان و بازداشت‌شدگان خیزش ۱۴۰۱ ایران توسط مأموران جمهوری اسلامی در خیابان، بازداشتگاه و زندان انجام‌شده گفته می‌شود.

## آزار و تجاوز جنسی در هنگام دستگیری
به گزارش روزنامه بریتانیایی گاردین، برخی از معترضان مرد و زن توسط مأموران جمهوری اسلامی، مورد تجاوز جنسی، خشونت جنسی و شکنجه قرار گرفته‌اند.

### تعرض مأمور یگان ویژه در میدان آرژانتین
از ۲۱ مهر و در میانه خیزش ۱۴۰۱ ایران فیلمی به صورت گسترده در شبکه‌های اجتماعی منتشر شد که نشان می‌داد یک مأمور یگان ویژه پلیس ایران در جمع یگان موتوری در میدان آرژانتین تهران به یک دختر معترض جوان در هنگام دستگیری از طریق لمس اندام‌ها تعرض جنسی می‌کند.

### شلیک به اندام جنسی معترضان
- روزنامه بریتانیایی گاردین آذر ۱۴۰۱ در گزارشی با گفتگو با ده پزشک متخصص در ایران مدعی شد نیروهای امنیتی به‌طور عمد به صورت، سینه و اندام جنسی زنان گلوله ساچمه‌ای شلیک می‌کنند.[۳]
- حسین کرمان‌پور، مدیر اورژانس بیمارستان سینا تهران ۲۳ آذر ۱۴۰۱ در مصاحبه‌ای اعلام کرد «آنطور که ما متوجه شده‌ایم، بیشترین آسیب‌ها اول به چشم و بعد به عضلات بوده است. در برخی موارد اصابت ساچمه به ریه و اندام‌های تناسلی هم بوده است»[۴]

## آزار و تجاوز جنسی در زندان
بنا به گزارش برخی منابع، هم‌زمان با بازداشت گسترده معترضان توسط حکومت جمهوری اسلامی، و سکوت رسانه‌ها (ی داخلی)، میزان خشونت و حتی تجاوز جنسی سرکوبگران حکومتی به دختران و پسران حتی کم‌سن (۱۴–۱۳ ساله) افزایش یافته است.
شبکه سی‌ان‌ان، پس از یک بررسی دوماهه (مهر و آبان ۱۴۰۱) و در گزارشی تحقیقی، تأیید کرده است که پسران و دختران بازداشت‌شده در ایران، مورد خشونت جنسی قرار می‌گیرند و در برخی موارد در زندان به آن‌ها «تجاوز» می‌شود. ضرب و شتم و آزار جنسی زندانیان دخترِ به‌ویژه زیبا شدیدتر است.
به‌گفته یکی از دختران بازداشت‌شده، در بازداشتگاه، یک «اتاق خصوصی بازجویی» وجود دارد که افسر بازجو، دختری زیبا را به تنهایی با خود به آن اتاق برده و به او تعرض جنسی می‌کند.
یکی از کسانی که بارها مورد تجاوز جنسی و حتی پارگی اندام‌ها قرار گرفت آرمیتا عباسی است.

### آزار در بازداشت فعال دانشجویی
بر اساس گزارش «شوراهای صنفی دانشجویان کشور» سها مرتضایی فعال دانشجویی، در هنگام دستگیری مورد ضرب و شتم و آزار جنسی قرار گرفته است. در این گزارش آمده است که به دلیل رعایت اصول اخلاقی اطلاع‌رسانی، از افشای جزئیات این تعرض آزاردهنده معذور است. سها مرتضایی، دبیر پیشین شورای صنفی کل دانشگاه تهران، روز ۳۰ آبان‌ماه توسط مأموران وزارت اطلاعات بازداشت شد.

## فیلم گرفتن از صحنه تجاوز جنسی برای باج‌گیری
سی‌ان‌ان به نقل از منابع مطلعی که با قربانیان گفت‌وگو کرده‌اند، گزارش داده که مأموران جمهوری اسلامی از صحنه‌های خشونت‌آمیز تعرض جنسی فیلم تهیه کرده‌اند و آن فیلم‌ها را به ابزاری برای باج‌گیری از معترضان یا وادار کردنشان به سکوت تبدیل کرده‌اند.
بر اساس برخی تحقیقات راستی‌آزمایی‌شده، حکومت جمهوری اسلامی از تعرض و تجاوز جنسی به‌عنوان یکی از ابزارهای سرکوب و برای تحت فشار گذاشتن، ناامید کردن، اخاذی و دریافت حق‌سکوت از معترضان قربانی‌شده، استفاده می‌کند.

## قربانیان
- نیکا شاکرمی؛ بر پایه برخی از سندهای محرمانه منتشر شده در سال ۱۴۰۳ خورشیدی، چند مأمور امنیتی وابسته به سپاه پاسداران انقلاب اسلامی[۹] پس از کتک زدن و شکنجه کردن نیکا شاکرمی با شوکر و باتون و نیز پیش از کشتنش به او تجاوز جنسی کردند.[۱۰]
- آرمیتا عباسی[۱۱]

## واکنش‌ها

### بین‌المللی
- شبکه خبری سی‌ان‌ان آمریکا برای اولین بار با انتشار گزارش تحقیقی مدعی شد که تا ۱ آذر ۱۴۰۱ نزدیک به ۱۱ مورد خشونت جنسی علیه معترضان در زندان‌های ایران مطلع شده و توانسته تقریباً نیمی از آنها را تأیید کند. طبق این گزارش، اغلب موارد تجاوز و آزار جنسی مربوط به غرب ایران و مناطق کردنشین از جمله در بازداشتگاه‌های ارومیه است.[۱۲]
- ند پرایس سخنگوی وزارت خارجه آمریکا نیز در واکنش به گزارش تحقیقی «سی ان ان» استفاده از خشونت جنسی علیه معترضان در ایران را محکوم کرد.[۱۳]
- رابرت مالی نماینده ویژه آمریکا در امور ایران در واکنش به گزارش سی‌ان‌ان اعلام کرد «گزارش خشونت جنسی علیه معترضان نشان می‌دهد حکومت ایران تا کجا پیش خواهد رفت»[۱۳]
- آمریکا و کانادا در بیانیه‌ای مشترک که ۱۸ آذر ۱۴۰۱ منتشر شد، از خشونت جنسی اعمال شده بر معترضان زن، از جمله تجاوز و آزار جنسی و شلیک به اندام‌های جنسی زنان را «وسیله‌ای شنیع برای سرکوب اعتراضات» خوانده و نسبت به صدور احکام سنگین زندان و اعدام برای معترضان، ابراز نگرانی کردند.[۱۴]

### در داخل ایران
- نرگس محمدی وکیل دادگستری و فعال حقوق، ۱۲ آذر ۱۴۰۱ در نامه‌ای به جاوید رحمان، گزارشگر ویژه سازمان ملل در امور حقوق بشری ایران، از او خواسته تا به موارد تعرض جنسی به زنان و دختران بازداشتی اعتراضات ایران رسیدگی کند.[۱۵]
- مولوی عبدالحمید امام جمعه اهل سنت زاهدان ۱۴ آبان ۱۴۰۱ در توییتی اعلام کرد «اخباری مبنی بر تعرض جنسی به زندانیان زن به قصد تحقیر، سرکوب و اعتراف اجباری در رسانه‌ها بازتاب یافته و روایت برخی از زندانیان مؤید این امر است.» او خطاب به قوه قضائیه نوشت «این افراد را محاکمه و به اشد مجازات برساند».[۱۶] وی در ۶ دی ۱۴۰۱ نیز در سخنان تندی از حکومت و رفتارهایش، همچون: اعدام، شکنجه‌های سنگین و تجاوز جنسی معترضان انتقاد کرد.[۱۷]

### نهادها و مقامات جمهوری اسلامی
- انسیه خزعلی معاون زنان رئیس‌جمهور در جلسه سخنرانی دانشگاه شریف، ادعای CNN مبنی بر تجاوز به زنان زندانی را رد کرد.[۱۸]
- سازمان زندان‌ها در ۱۶ آذر ۱۴۰۱ در اطلاعیه‌ای اعلام کرد «تاکنون در مورد تعرض در زندان‌های زنان هیچ‌گونه گزارشی ثبت نشده است و همواره رعایت کرامت همه‌جانبه زنان زندانی و حقوق شهروندی آنان در ابعاد مختلف مورد توجه مسئولان سازمان زندان‌های کشور است.»[۱۹]
- نورنیوز رسانه نزدیک به شورای عالی امنیت ملی در گزارشی اعلام کرد ادعای تعرض به زندانیان زن از سوی مولوی عبدالحمید «ادعای غیر واقعی» و «بدون هیچ مدرکی» است.[۲۰]
- کاظم غریب‌آبادی، معاون امور بین‌الملل قوه قضائیه و دبیر ستاد حقوق بشر ۱۵ دی ۱۴۰۱ با ارسال نامه‌ای به دادستان کل کشور، خواهان بررسی و رسیدگی دقیق ادعاها در خصوص تعرض و تجاوز جنسی به برخی بازداشت شدگان شد.[۲۱]